# Richard Wilde
Richard Wilde (13. října 1945 – 24. září 2019) byl britský atlet, běžec na dlouhé tratě.

## Sportovní kariéra
V halových závodech byl jeho největším úspěchem titul halového mistra Evropy v běhu na 3000 metrů v roce 1970. Jeho výkon z této sezóny 7:46,38 znamenal tehdejší světový halový rekord. Později se věnoval delším tratím, jeho nejlepší čas v maratonu 2:14:44 pochází z roku 1979.